# Премия имени А. В. Чаянова
Премия имени А. В. Чаянова — премия, присуждаемая с 1996 года Российской академией наук. Присуждается Отделением экономики за выдающиеся работы в области аграрной экономики.
Премия названа в честь российского и советского экономиста, социолога, социального антрополога А. В. Чаянова.

## Лауреаты премии
- 1996 — академик РАН Александр Александрович Никонов — за работу «Спираль многовековой драмы: аграрная наука и политика России (XVIII—XX вв.)»
- 1999 — академик РАНИван Николаевич Буздалов, член-корреспондент РАН Гелий Иванович Шмелёв и кандидат экономических наук Владимир Дмитриевич Мартынов — за монографию «Сельскохозяйственная кооперация: теория, мировой опыт, проблемы возрождения в России»
- 2011 — доктор экономических наук, действительный член РАСХН Виктор Иванович Назаренко — за серию работ в области аграрной экономики
- 2017 — член-корреспондент РАН Людмила Васильевна Бондаренко — за серию работ «О состоянии сельских территорий в Российской Федерации»
- 2023 — доктор экономических наук Михаил Юрьевич Ксенофонтов — за серию научных работ по использованию сценарного прогнозирования для обоснования приоритетов агропродовольственной политики Российской Федерации